# Jean Charles Athanase Peltier
Jean Charles Athanase Peltier (Ham, 22. veljače 1785. – Pariz, 27. listopada 1848.), francuski fizičar i meteorolog. Po zanimanju urar. Njegov rad obuhvaća istraživanja termoelektriciteta, elektromagnetizma i atmosferskog elektriciteta. Godine 1834. otkrio je pojavu koja se po njem naziva Peltierov učinak ili efekt. Na području meteorologije istraživao je djelovanje atmosferskog elektriciteta na postanak oborina. Također je istraživao uzroke postanka trombi.

## Peltierov učinak
Peltierov učinak ili Peltierov efekt je pojava apsorpcije, odnosno emisije topline na spojnici (čvoru) dvaju različitih vodiča u električnom krugu kojim teče električna struja. Emisija, odnosno apsorpcija topline ovisi o smjeru struje. Količina proizvedene, odnosno utrošene topline, takozvani Peltierov koeficijent, ovisi o vrsti vodiča i o temperaturi hladnijega dijela. Kod električnog vodiča je taj učinak neznatan, a važniji je kod poluvodiča. Obratno, grijanjem, odnosno hlađenjem može se u takvu krugu proizvesti električna energija i ta se pojava naziva Seebeckov učinak ili Seebeckov efekt (termočlanak).

### Termoelektricitet
Termoelektricitet je električna struja koja nastaje u električnom strujnom krugu sastavljenom od dviju različitih kovina, ako se njihovi spojevi održavaju na različitim temperaturama. Pojavu dodirnih električnih potencijala i njihovu ovisnost o temperaturi razjašnjava kvantna teorija kovina. Prema toj teoriji elektroni se u kovinama nalaze u vodljivim energetskim vrpcama različite energije, kroz koje se slobodno kreću. Energija najviše vodljive vrpce za različite je kovine različita. Ako vrpce različitih kovina dođu u dodir, elektroni će iz kovina s višom vodljivom vrpcom prelaziti u kovinu s nižom vodljivom vrpcom, a to će između dviju kovina stvoriti dodirni električni potencijal. Taj je potencijal ovisan o temperaturi, jer se povećanjem temperature kristalne rešetke kovine povećava i energija elektrona.

## Slike
| |                                                  | |                                                                            |
| Spojimo li krajeve dvaju različitih metala, na primjer bakra i željeza, i jedan spoj držimo na višoj, a drugi na nižoj temperaturi, kroz metale će prolaziti električna struja. | Termoelektrični generator ili Peltierov element. | Termoelektrični krug sastavljen od materijala različitog Seebeckovog koeficijenta (poluprovodnici s p-dopiranim i n-dopiranim poluvodičima), složen kao termoelektrični generator. | Termoelektrične rukavice proizvode električnu energiju tjelesnom toplinom. |